# Distrito de Vavatenina
Vavatenina es un distrito de la región de Analanjirofo, en la isla de Madagascar, con una población estimada en julio de 2014 de 177 917 habitantes.
Se encuentra ubicado junto a la costa nororiental de la isla, cerca de la Reserva Ambatovaky.